# Región de Cuyuní-Mazaruní
Cuyuní-Mazaruní (región 7) es una de las diez regiones en las que se encuentra dividida administrativamente por la república de Guyana y reclamada por Venezuela. Debe su nombre a los ríos Cuyuní y Mazaruní. Limita al norte con Barima-Guainí, las islas Esequibo-Demerara Occidental y Pomerón-Supenaam, al este con Alto Demerara-Berbice, al sur con Potaro-Siparuní y Brasil, y con Venezuela al oeste. Su extensión actual es de 47.213 km².
Su capital es Bartica, siendo otras localidades de importancia Issano, Isseneru, Kartuni, Peters Mine, Arimu Mine, Camarán, Keweigek, Imbaimadai, Tumereng y Kamikusa.
Hasta la constitución de 1980, con la que recibió su actual estatuto de organismo administrativo independiente, la mayor parte de su territorio había pertenecido a la entidad territorial denominada Mazaruní-Potaro.
Como organismo territorial con cierta independencia, cuenta con poderes legislativos y ejecutivos propios, así como un representante en la Asamblea Nacional de Georgetown, y dos miembros en el Congreso Nacional de los Órganos Democráticos Nacionales.

## Población
Según censo 2002 tenía una población de 17.597 habitantes, estimándose al año 2010 una población de 20.225 habitantes. Los registros oficiales del censo de población de la Región Cuyuni-Mazaruni son los siguientes:
- 2012 : 20,280
- 2002 : 17,597
- 1991 : 14,794
- 1980 : 14,390

## Subdivisión territorial
Comprende un consejo vecinal democrático (en inglés: Neighbourhood Democratic Council - NDC) y ocho áreas no clasificadas.
| Tipo de subdivisión         | Nombre                         | Código estadístico | Localidad sede |
| --------------------------- | ------------------------------ | ------------------ | -------------- |
| Consejo vecinal democrático | Bartica                        | 701                | Bartica        |
| Área no clasificada         | Agatash                        | 702                | -              |
| Área no clasificada         | Karambaru a Río Kukui+Phillipi | 703                | -              |
| Área no clasificada         | Jawalla, Río Kubenang          | 704                | -              |
| Área no clasificada         | Camarán                        | 705                | -              |
| Área no clasificada         | Waramadan                      | 706                | -              |
| Área no clasificada         | Paruima                        | 707                | -              |
| Área no clasificada         | Arau                           | 708                | -              |
| Área no clasificada         | Resto de la región 7 (*1)      | 709                | -              |

(*1) Incluye la parte oriental de isla de Anacoco, que Guyana disputa, pero que está bajo control de Venezuela desde 1966.

### Otras Localidades
Kartabo

## Disputa territorial
Esta región es considerada por Venezuela dentro de la zona de reclamación de Guayana Esequiba.

## Galería

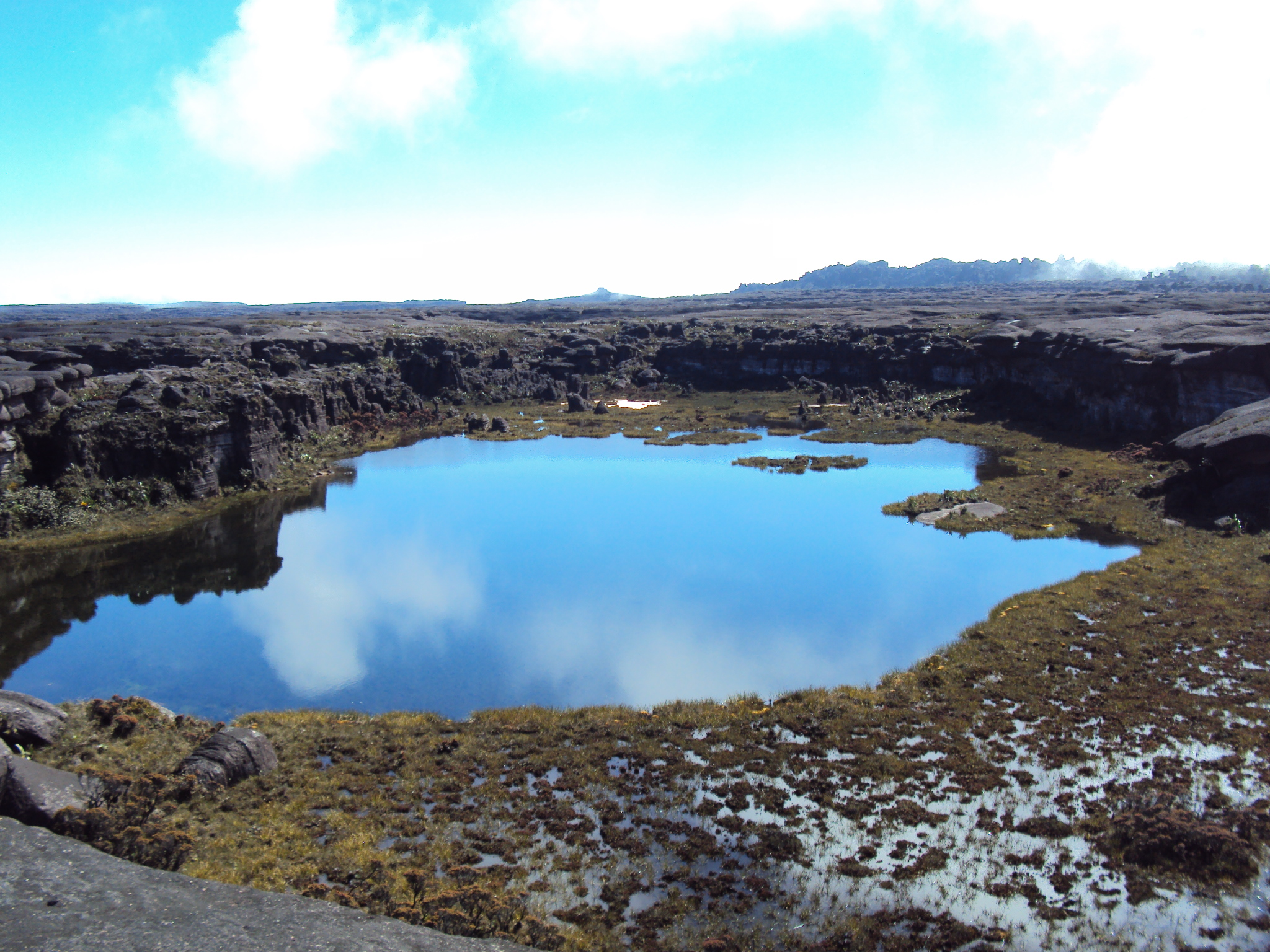
Lago Gladys
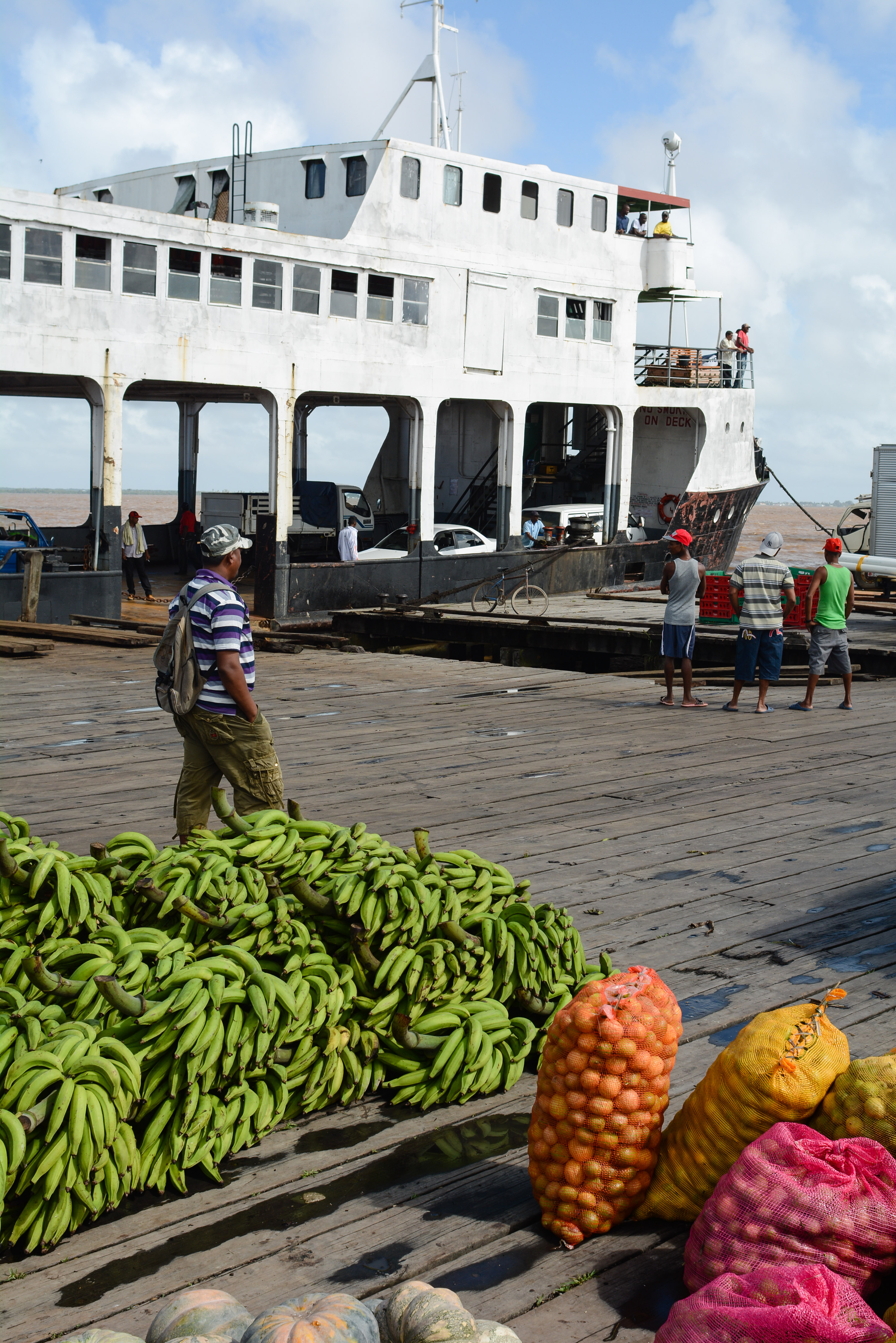
Bartica
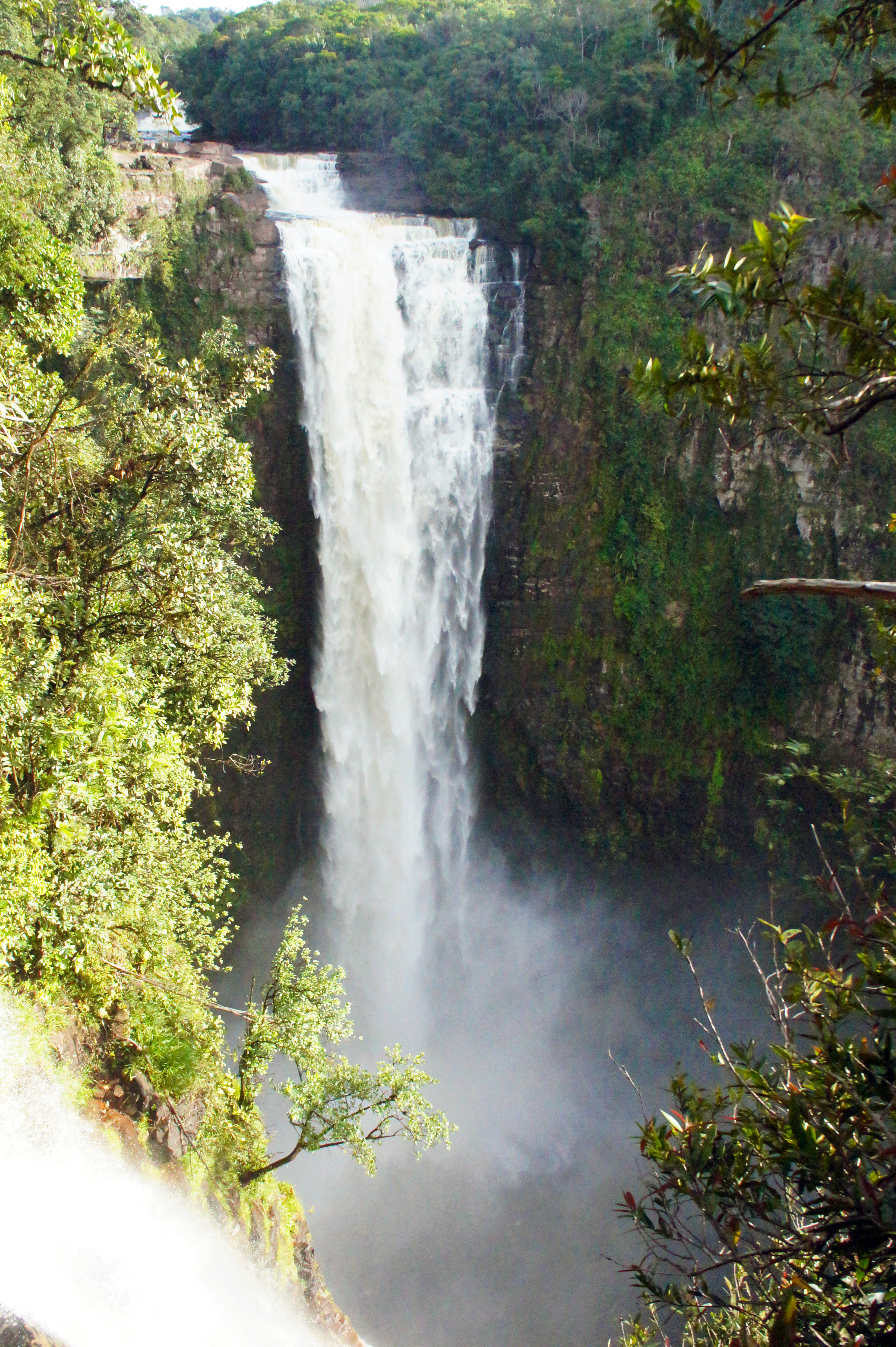
Cataratas Camarán
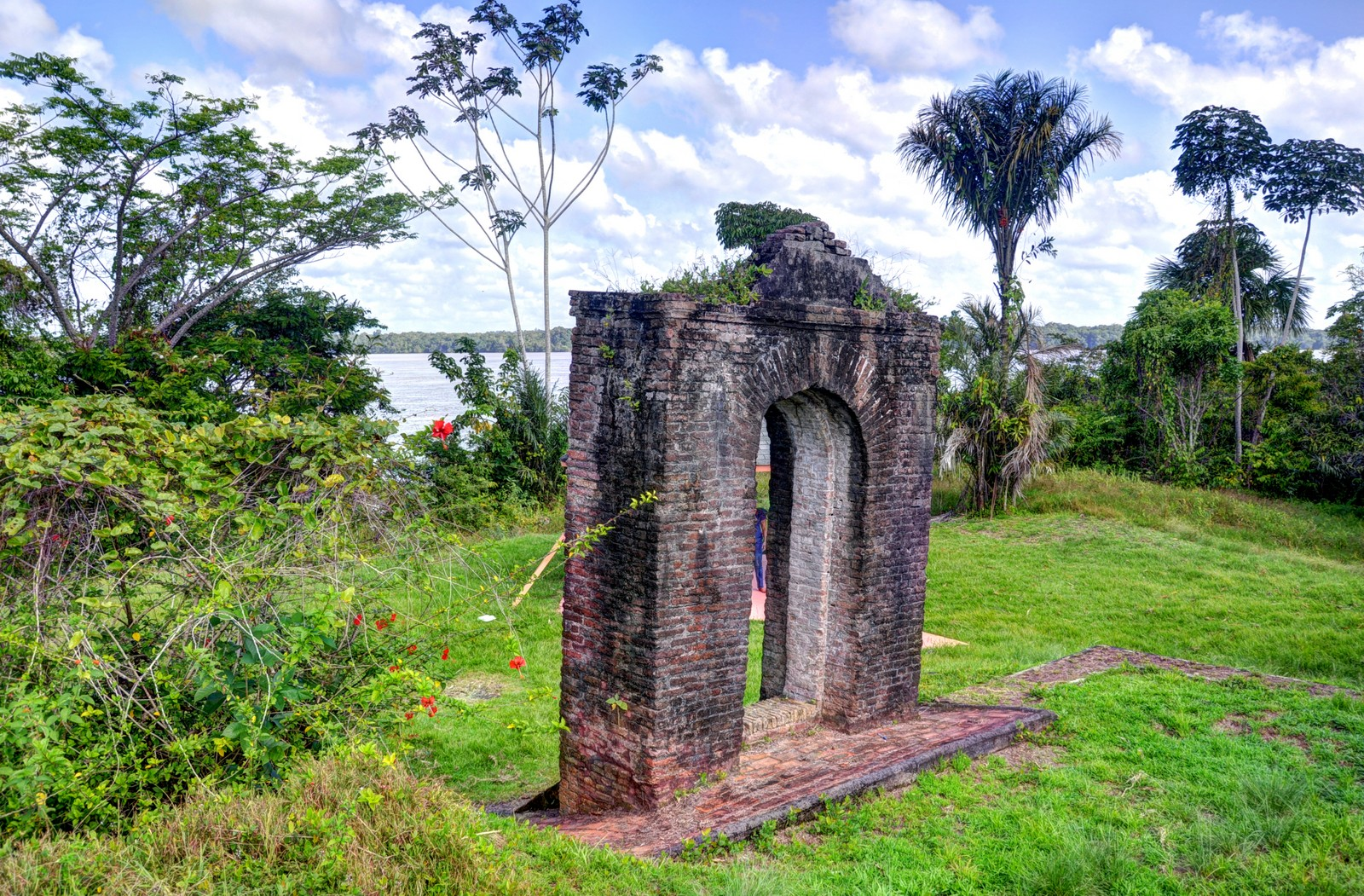
Un antiguo Fuerte
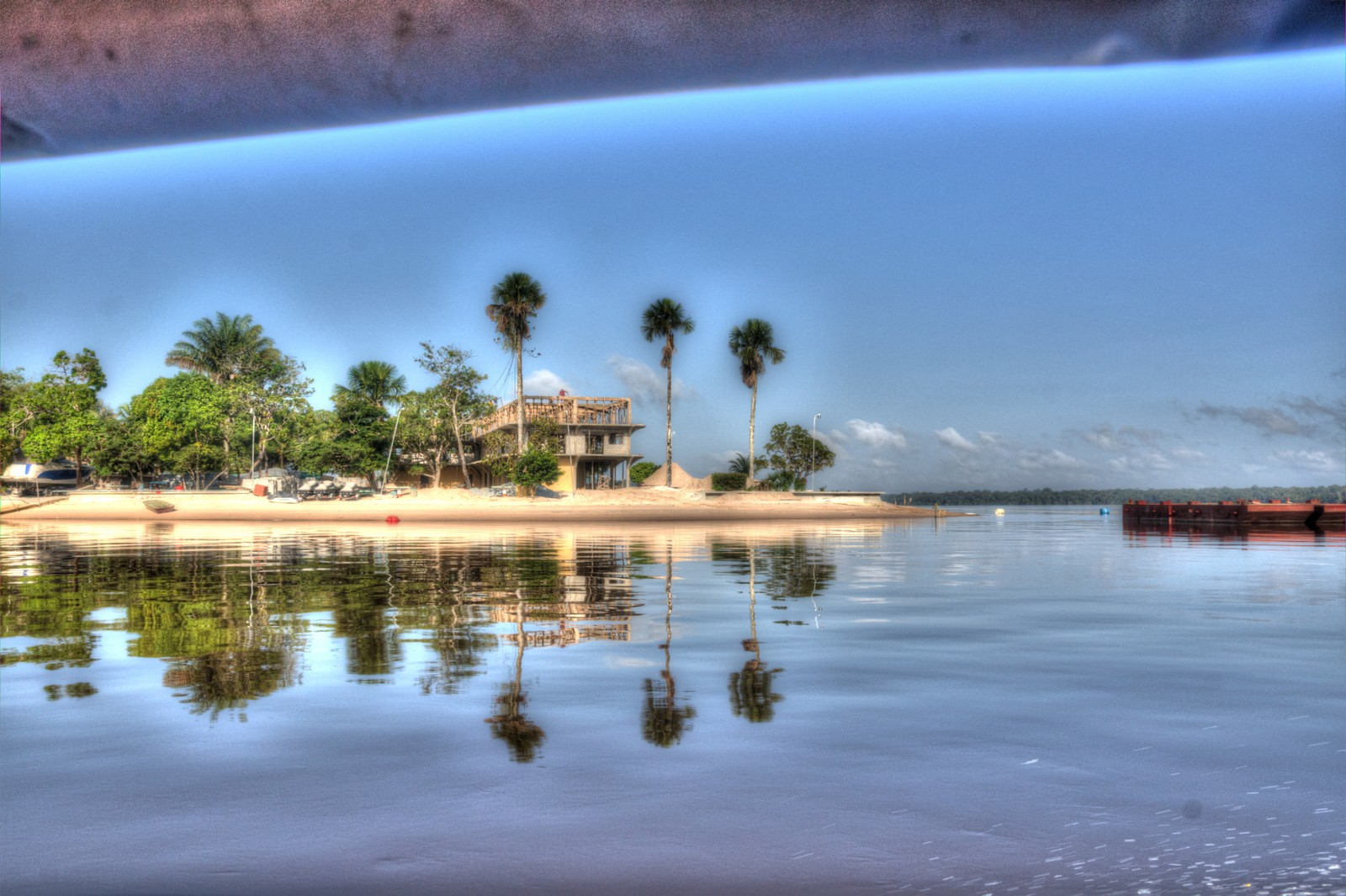
Vulture Resort